# SV Rot-Weiß Walldorf
SV Rot-Weiß Walldorf is een Duitse voetbalclub uit Mörfelden-Walldorf, in de deelstaat Hessen.

## Geschiedenis
De club werd in 1914 opgericht als FV Viktoria Walldorf. Door het uitbreken van de Eerste Wereldoorlog speelde de club de eerste vijf jaar geen competitievoetbal. In 1918 werd Viktoria lid van de Zuid-Duitse voetbalbond. In 1919/20 begon de club onderaan de ladder in de C-klasse. Twee jaar later promoveerde de club naar de B-klasse en in 1924 naar de A-klasse. In 1927 werd de huidige naam aangenomen. Datzelfde jaar promoveerde de club naar de Kreisliga Starkenburg, de tweede klasse. In 1930 maakte de club kan op promotie naar de hoogste klasse van de Hessense competitie, maar verloor in de beslissende fase van FC Viktoria 09 Urberach. Een jaar later slaagde de club er wel in te promoveren. Rot-Weiß eindigde voorlaatste, nog net voor SV Darmstadt 98 en degradeerde meteen weer. 
Tijdens de Tweede Wereldoorlog werd er weinig gespeeld. In 1951 promoveerde de club naar de Amateurliga Hessen en speelde daar tot 1955. Na een nieuwe degradatie keerde de club na één seizoen terug naar de 2. Amateurliga (vierde klasse) en bleef daar tot 1965. De club kwalificeerde zich niet voor de nieuwe Gruppenliga en verdween twee decennia lang van het toneel in het hogere amateurvoetbal. In 1986 trad de club weer in de schijnwerpers en in 1988 volgde zelfs een promotie naar de Oberliga Hessen, toen nog de derde klasse. De club vestigde zich in de middenmoot. In 1994 kwalificeerde de club zich niet voor de Regionalliga, die nu de derde klasse werd en een jaar later degradeerde de club waardoor ze nu op het vijfde niveau speelden. De club zakte verder weg en kon degradatie naar de Kreisliga maar net vermijden. In 2011 promoveerde de club weer naar de Verbandsliga (zesde klasse), maar moest na één seizoen weer een stapje terug zetten. In 2018 promoveerde de club opnieuw. 

## Bekende (oud-)spelers
- Hans Richter